# Pedicythere neofluitans
Pedicythere neofluitans är en kräftdjursart som beskrevs av Joy och D. L. Clark 1977. Pedicythere neofluitans ingår i släktet Pedicythere och familjen Cytheruridae. Inga underarter finns listade i Catalogue of Life.